# Bardonnex
Bardonnex är en ort och kommun i kantonen Genève, Schweiz. Den ligger i den västra delen av landet, på gränsen till Frankrike. Kommunen har 2 548 invånare (2023).
Förutom huvudorten Bardonnex består kommunen av byarna Charrot, Croix-de-Rozon, Compesières, Landecy, La Mure och Cugny.